# Saint-Laurent-du-Verdon
Saint-Laurent-du-Verdon é uma comuna francesa na região administrativa da Provença-Alpes-Costa Azul, no departamento dos Alpes da Alta Provença. Estende-se por uma área de 8,89 km². Em 2010 a comuna tinha 103 habitantes (densidade: 11,6 hab./km²).